# Hemerobius trifasciatus
Hemerobius trifasciatus is een insect uit de familie van de bruine gaasvliegen (Hemerobiidae), die tot de orde netvleugeligen (Neuroptera) behoort. 
Hemerobius trifasciatus is voor het eerst wetenschappelijk beschreven door Müller in 1776.